# Josef Klaus
Josef Klaus (Kötschach-Mauthen, Caríntia, Àustria-Hongria 1910 - Viena, Àustria 2001) Polític austríac conservador, fou el Canceller (1964-1970), fou President de la República interinament el 1965, Ministre de Finances (1961-1963) i Governador (Landeshauptmann) de l'Estat de Salzburg (1949-1961).

## Biografia
Josef Klaus va néixer a Kötschach-Mauthen, Ducat de Caríntia (actualment Estat de Caríntia), Àustria-Hongria (actualment Àustria) el 15 d'agost de 1910. Fou fill d'una família de forners.
Klaus fou escolaritzat a Klagenfurt (la capital de Caríntia), i quan es graduà ingressà a la Universitat de Viena on cursà la carrera de dret. Després de graduar-se treballà com a secretari del president d'un sindicat.
L'any 1936 es casà amb la seva dona Erna, ella morí l'1 de gener de 2001, pocs mesos abans que ell.
Amb l'inici de la Segona Guerra Mundial els nazis (que controlaven Àustria) no l'enviaren a la guerra, sinó que es va quedar com a membre de bufets d'advocats servint al règim nazi, tot i això, poc abans d'acabar la guerra, fou capturat pels estatunidencs, però que l'alliberaren el mateix 1945.
Després de la Segona Guerra Mundial, Klaus va obrir el seu propi bufet d'advocats a Viena.
S'afilià al Partit Popular d'Àustria (ÖVP), i a començaments de 1949 fou nomenat Tinent d'Alcalde a Hallein (Estat de Salzburg).
El mateix any fou elegit president del Partit Popular a l'Estat de Salzburg, conservà el càrrec fins al 1961.

## Landeshauptmannde l'Estat de Salzburg (1949-1961)
Es presentà com a candidat pel Partit Popular a eleccions al Landtag de l'estat de Salzburg del 9 d'octubre de 1949. Després de dos mesos de negociacions arribà amb un acord amb el Partit Socialdemòcrata i la Federació d'Independents i l'1 de desembre de 1949 prengué possessió com a nou Governador de l'Estat de Salzburg.
El seu partit repetí victòria a les eleccions al Landtag de l'estat de Salzburg del 17 d'octubre de 1954, i després de dos nous mesos de negociacions repetí coalició amb socialdemòcrates i independents.
A les eleccions al Landtag de l'estat de Salzburg del 10 de maig de 1959, en les quals repetí com a candidat, el seu partit, que tot i perdre 1 escó, s'assegurà la victòria, i un mes després reelegí la coalció amb socialdemòcrates i ara nacionalistes.
Deixà el càrrec a Hans Lechner el 17 d'abril de 1961.

## Ministre de Finances
Després de la dimissió del canceller Julius Raab l'11 d'abril de 1961 es va encarregar la formació de govern al President del Partit Popular Alfons Gorbach. Aquest nomenà a Klaus com a Ministre de Finances, ja que Klaus gaudia de bona popularitat al partit, perquè representava la cara reformista del partit. Substituí a Eduard Heilingsetzer.
L'etapa de Klaus al Ministeri Federal de Finances va estar marcada per la creació d'un pla d'austeritat per a totes les empreses austríaques i per les discrepàncies amb el canceller Alfons Gorbach. Aquestes males relacions conduïren a una crisi de lideratge del canceller i una crisi de govern, ja que les discrepàncies es generalitzaren amb els socis socialdemòcrates del govern.
Després de convocar eleccions anticipades per al 18 de novembre de 1962, en les quals el canceller Gorbach en va sortir reforçat, ja que el Partit Popular augmentà escons, tot i que finalment repetí govern amb els socialdemòcrates.
Klaus fou substituït per Franz Korinek al capdavant del ministeri federal el 27 de març de 1963.

## Canceller d'Àustria (1964-1970)
L'estabilitat del govern del canceller Gorbach va durar poc, ja que a les eleccions presidencials de l'abril de 1963 el candidat del Partit Popular sofrí una estrepitosa derrota. Tot això va provocar la tornada de les crispacions i disputes a dins del partit.
Finalment el canceller Gorbach convocà per al 20 de setembre de 1963 un congrés extraordinari del partit a Klagenfurt per tal de solucionar aquestes disputes internes. Klaus es presentà com a candidat a la presidència del partit com a alternativa a Gorbach i a la branca tradicionalista del partit. Finalment Klaus va vèncer còmodament a Gorbach i fou nomenat president del Partit Popular.
Gorbach presentà la dimissió com a Canceller el 25 de febrer de 1964 i Klaus fou el nou encarregat de formar govern, aquest optà per continuar amb els socialdemòcrates fins a les pròximes eleccions. El 2 d'abril de 1964 prengué possessió com a 21è Canceller d'Àustria amb un gabinet format per 6 ministres del Partit Popular (inclòs ell) i 6 del Partit Socialdemòcrata.
El desembre de 1964 encetà una etapa de negociacions amb Itàlia per tal d'intentar solucionar les disputes del Tirol del Sud, que finalment acabaren amb la firma d'un tractat el 20 de gener de 1972.
El 28 de febrer de 1965 morí el President de la República, Adolf Schärf i llavors ell fou nomenat President de forma interina fins a l'elecció d'un nou cap d'estat. Les eleccions se celebraren el 23 de maig de 1965. En aquestes eleccions passà com les anteriors, és a dir la victòria del candidat socialdemòcrata (Franz Jonas, en aquest cas del 50,69% sobre el candidat del Partit Popular (Alfons Gorbach) que obtingué el 49,31%). Deixà el càrrec a Jonas el 9 de juny de 1965.
Sense cap dubte el fet més rellevant de la cancelleria de Klaus foren les eleccions legislatives del 6 de març de 1966, en les quals per segon cop des de 1945 un partit obtenia la majoria absoluta en unes eleccions legislatives. El Partit Popular va obtenir 2,191,109 vots, que representà el 48,35% i 85 diputats (4 més que el 1962). El Partit Socialdemòcrata es va despenjar i obtingué 1,928,985 vots (42,56%) i 74 diputats (2 menys que el 1962), finalment el Partit de la Llibertat obtingué 6 diputats (també 2 menys que als passats comicis).
Klaus formà govern en solitari amb el seu partit, que fou el primer cop en la història d'Àustria. El nou gabinet, que va prendre possessió el 19 d'abril de 1966, va incloure per primer cop una dona, en aquest cas Grete Rehor com a Ministra Federal de l'Administració Social.

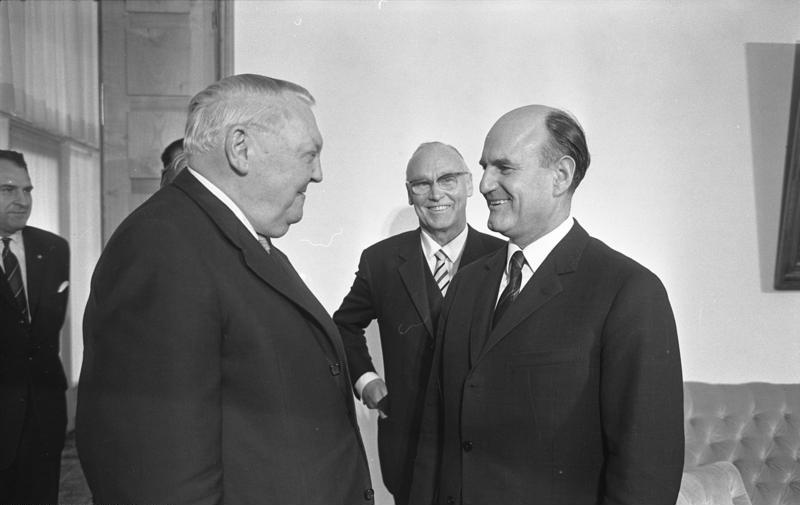
Klaus (dreta) amb el Canceller alemany Ludwig Erhard (1965)

Ja que comptaven amb majoria absoluta, el govern engegà reformes exhaustives com la nova llei de radiodifusió (1966), i més en general la promoció de les ciències i les arts.
El març de 1967 arribà a nous acords amb Itàlia que foren una de les vies al futur ingrés a la CEE.
El 19 de gener de 1968 Klaus realitzà el que fou el canvi més important del seu govern, ja que canvià les cares a la Vicecancelleria, al Ministeri de l'Interior, a Finances, a Comerç, Professions i Indústria, a Afers Exteriors. El mateix any tirà endavant la reforma de la legislació pressupostària, per tal d'intentar pal·liar el dèficit pressupostari que arrossegava el país des de feia una dècada. Tot i això aquesta reformà va propiciar un augment del 10% dels impostos en general.
El 2 de juny de 1969 realitzà canvis als titulars del Ministeri Federal d'Ensenyament i de la secretaria d'estat de la Cancelleria.
Klaus fou escollit pel Partit Popular per optar a la reelecció a les eleccions legislatives de l'1 de març de 1970. Durant la campanya fou retolat com l'Echter Österreicher (L'austríac autèntic). Aquesta campanya indignà a molta gent, ja que feia clara al·lusió al candidat socialdemòcrata Bruno Kreisky, que era d'origen jueu. Aquest últim apostà per una modernització profunda del país i va saber connectar millor amb l'electorat que el mateix Klaus.
Finalment els resultats foren desastrosos per al Partit Popular de Klaus, ja que a més a més de perdre la majoria absoluta, també perderen les eleccions, i per primer cop des de 1945 el Partit Socialdemòcrata els superà fins i tot en escons; aquests van obtenir 2,221,981 vots, 48,4% i 81 diputats (7 més que el 1966). Els populars de Klaus descendiren fins als 2,051,012 vots, que representà un 44,7%, i 78 diputats (7 menys que els passats comicis). Finalment el Partit de la Llibertat va obtenir 253,425 vots, 5,5% i 6 diputats (els mateixos que les anteriors eleccions).
L'única opció que va tenir Klaus era d'entrar com a vicecanceller en un govern presidit per Kreisky, però aquest després de poc més d'un mes de negociacions va decidir de crear un govern socialdemòcrata en minoria amb el suport parlamentari del Partit de la Llibertat.
Klaus deixà el càrrec de Canceller el 21 d'abril de 1970 a Bruno Kreisky.

## Postcancelleria i mort
Després de la derrota i la pèrdua del govern, Klaus dimití de President del Partit Popular, i convocà un congrés extraordinari del partit, i el 21 de maig de 1970 fou succeït per Hermann Withalm.
Després de la seva retirada fou igualment criticat sobretot pel lema d'al·lusió antisemita a les eleccions de 1970.
El setembre de 1971 publicà el seu llibre Macht und Ohnmacht in Österreich (Poder i Impotència a Àustria). Durant els anys següents, Klaus continuà assistint a debats, conferències i seminaris.
Després de la seva jubliació Klaus va passar bona part del temps a Itàlia. El 1995 ell i la seva dona es van establir a una residència de la tercera edat a Viena.
L'1 de gener de 2001 morí Erna, la seva dona.
Klaus morí el 26 de juliol de 2001 a Viena, quan tenia 90 anys.